# Webster megye (Nyugat-Virginia)
Webster megye az Amerikai Egyesült Államokban, azon belül Nyugat-Virginia államban található. Megyeszékhelye és legnagyobb városa Webster Springs. Lakosainak száma 8378 fő (2020. április 1.). Webster megye Lewis, Greenbrier, Upshur, Randolph, Pocahontas, Nicholas és Braxton megyékkel határos.

## Népesség
A megye népességének változása:
| Lakosok száma | 9147 | 9143 | 9014 | 8893 | 8755 | 8378 |
|               | 2010 | 2011 | 2012 | 2013 | 2015 | 2020 |